# Robert McCall
Robert McCall, CM (* 14. September 1958 in Dartmouth, Nova Scotia; † 15. November 1991 in Ottawa, Ontario) war ein kanadischer Eiskunstläufer, der im Eistanz startete.
Seine erste Eistanzpartnerin war Marie McNeil. Das Eistanzpaar beendete seine beiden Weltmeisterschaftsteilnahmen 1980 und 1981 auf dem jeweils 13. Platz, 1981 wurden McNeill und McCall kanadische Eistanzmeister.
Ab 1982 lief McCall an der Seite von Tracy Wilson. Von 1982 bis zu ihrem Karriereende 1988 wurden sie kanadische Meister im Eistanz und nahmen in diesem Zeitraum an allen Weltmeisterschaften teil. Bei den Weltmeisterschaften 1986 in Genf, 1987 in Cincinnati und 1988 in Budapest gewannen sie jeweils die Bronzemedaille hinter den beiden sowjetischen Eistanzpaaren Natalja Bestemjanowa und Andrei Bukin sowie Marina Klimowa und Sergei Ponomarenko. Bronze gewannen Wilson und McCall in dieser Reihenfolge auch bei den Olympischen Spielen 1988 in Calgary. Bei ihren ersten Olympischen Spielen 1984 in Sarajevo waren sie Achte geworden.
Nach den Olympischen Spielen 1988 beendeten Tracy Wilson und Robert McCall ihre Amateurlaufbahn und wechselten zu den Profis. 1989 wurden sie Weltmeister bei den Profis. Sie liefen außerdem für die Eisrevue Stars On Ice.
Im März 1990 erkrankte McCall während er mit Brian Boitano und Katarina Witt auf Tournee war, schwer an einer Lungenentzündung. Die Ärzte diagnostizierten AIDS bei ihm. McCall verheimlichte dies in der Hoffnung, weiterhin in den USA professionell Eiskunstlaufen zu können. Seine Gesundheit verschlechterte sich jedoch und so erlag er am 15. November 1991 mit 33 Jahren einem durch AIDS verursachten Hirnkrebs. 1999 outete Scott Hamilton in seiner Autobiographie Landing It: My Life On And Off The Ice McCall als homosexuell.

## Ergebnisse

### Eistanz
(mit Marie McNeil)
| Wettbewerb / Jahr          | 1978 | 1979 | 1980 | 1981 |
| -------------------------- | ---- | ---- | ---- | ---- |
| Weltmeisterschaften        |      |      | 13.  | 13.  |
| Kanadische Meisterschaften | 3.   | 3.   | 2.   | 1.   |

(mit Tracy Wilson)
| Wettbewerb / Jahr          | 1982 | 1983 | 1984 | 1985 | 1986 | 1987 | 1988 |
| -------------------------- | ---- | ---- | ---- | ---- | ---- | ---- | ---- |
| Olympische Winterspiele    |      |      | 8.   |      |      |      | 3.   |
| Weltmeisterschaften        | 10.  | 6.   | 6.   | 4.   | 3.   | 3.   | 3.   |
| Kanadische Meisterschaften | 1.   | 1.   | 1.   | 1.   | 1.   | 1.   | 1.   |